# (5693) 1993 EA
(5693) 1993 EA es un asteroide que forma parte de los asteroides Apolo, descubierto el 3 de marzo de 1993 por el equipo del Spacewatch desde el Observatorio Nacional de Kitt Peak, Arizona, Estados Unidos.

## Designación y nombre
Designado provisionalmente como 1993 EA.

## Características orbitales
1993 EA está situado a una distancia media del Sol de 1,270 ua, pudiendo alejarse hasta 2,014 ua y acercarse hasta 0,5269 ua. Su excentricidad es 0,585 y la inclinación orbital 5,054 grados. Emplea 523,309 días en completar una órbita alrededor del Sol.

## Características físicas
La magnitud absoluta de 1993 EA es 16,6.